# Каскадная фильтрация плазмы

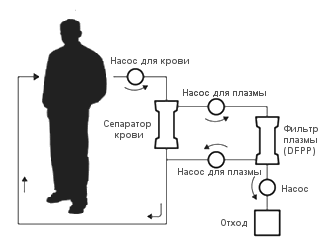
Схема каскадной фильтрации плазмы крови

Каскадная фильтрация плазмы – высокотехнологичный метод очистки крови, при помощи которого возможно выборочно удалять только вредные белки и вирусы, являющиеся причинами многих болезней, сохраняя при этом полезные компоненты крови, которые присутствуют в нормальном состоянии.
Данная методика может применяться при лечении ряда тяжёлых заболеваний, трудно поддающихся терапии, такие как системный атеросклероз, ИБС, аутоиммунные заболевания, экзема, гепатит, тиреоидит, ревматоидного артрит, нейродермит, гломерулонефрит и др.
Данная методика заключается в том, что через аппарат пропускается небольшими порциями Кровь пациента, где она разделяется на плазму и элементы крови: тромбоциты, эритроциты, лейкоциты, которые возвращаются в кровь. В свою очередь плазма крови, очищается от вредных компонентов, проходя через особые фильтры-мембраны. Это называется каскадной фильтрацией плазмы.
Размер отверстий у фильтров настолько мал, что ими возможно задерживать крупные молекулы, которые, в большинстве случаев, патогенны для организма, а также бактерии и вирусы. Очищенная плазма, сохранившая свои необходимые компоненты, соединяется с форменными элементами крови.